# コングリッシュ
コングリッシュ（英: Konglish、朝: 콩글리쉬・콩글리시）とは、「Korean」 と 「English」 を合わせた語。

## 概要
朝鮮語話者が英語を表現する際に、朝鮮語の音韻体系で発音したり、もともとの英語にはない朝鮮語独特の使われ方をする借用語を用いたり、朝鮮語の文法を反映した文法が使用されたりして、英語の母語話者が理解することができないものを言う。朝鮮語式英語のことである。これらは朝鮮語として定着したものもあり、未だ広く受け入れられていないものもある。またそうした借用語語彙自体を指すことも多い。
元来の英語の意味と異なるもの
핸들（ヘンドゥル）（handle、自動車のハンドル）
파이팅（パイティン）（fighting、頑張れ）など
むやみに語形の一部を省略するもの
스텐（ステン）（stainless、ステンレス鋼）
멘트（メントゥ）（comment、注釈）
컨택（コンテク）（contact、コンタクト）
非英語圏で作られた造語
핸드폰（ヘンドゥポン）（handphone、携帯電話）など

## 発生原因
英語は世界に広く通用する国際語としてほぼ全ての国に言語的影響を及ぼしており、また英語自体も数多くの外来語を借用して成長した言語でもある。従って英語の拡散によって異質な言語との接触を通じて地域変種を生じることも必然であり、また異言語の借用において意味変化を生じることもよくあることであり、コングリッシュも同様、絶え間のない言語接触が累積してきた結果だということができる。
単語レベルでは、コングリッシュの発生原因は語を借りてくる時に意味の一部だけを借りるという点である。知らない道を教える機能を果たす機械を意味する네비게이션（）は、英語では航海、航空等広くどこかを行くことを指す。そういう意味は朝鮮語にすでに該当する単語があるため、「自動車に装備された案内機器の一種」という限定された意味だけが持ち込まれてきた。

## コングリッシュの起源と範囲
20世紀初めに多くの西洋の語彙が日本を通して朝鮮半島に流入した。そのうち単語の起源が英語のものがコングリッシュの大部分を占める。この時期に流入した言葉は日本式英語の発想や発音を借りたものが多い。
これ以後に発生した単語は英単語を朝鮮語式造語法で結合して合成語にしたり、本来の英語の意味と異なった意味が使用されたり、拡張・縮小して生まれたものが多い。その他、英語形態素と朝鮮語形態素が合成して合成語をなすこともある。長い単語を朝鮮語話者にとって使いやすく略すこともあるが、このような略語のうち英語圏の人々になじまないものもコングリッシュである。
一方、国際貿易と広告の発達により、特定会社の商品名が普通名詞化する場合も珍しくない。この場合、普通名詞の方はあまり広まらずに商品名の方が広く知られ、その特定会社の商品名が別会社の商品を指すときに使用されることもある。
更に広い意味では単語や複合語のレベルを越えて、朝鮮語話者が朝鮮語文法の習慣を援用して作った英文をもコングリッシュということがある。
なおコングリッシュは朝鮮語と英語が混合したものだが、英語以外のヨーロッパ諸語との混合もよくコングリッシュと誤解されることがある。また、外来語表記法に従って朝鮮語ふうに転訛した外来語もコングリッシュの一種と誤認されることがある。詳細は#コングリッシュと錯覚しやすいものを参照のこと。

## コングリッシュの種類
※この節では大韓民国での用法中心に記述している。

### 単語・複合語のレベル

#### 英米以外の言語を経由してきたもの
長い単語を略したり、略してそのまま接合したり、その他の造語方法を通して作られた単語である。主に日本語における外来語から来たものである。伝来の過程で元来の意味と異なる意味が生じたりするものもあり、元来の意味の一部のみが使用されるものもある。
테레비（）
英語圏では 「television」 または 「TV」 という。
커닝（）
컨닝（）
英語 「cunning」 から来たもの。発音が [ˈkʌnɪŋ]（英語では子音綴りが二重でも2回発音するわけではない）なので標準語としては 커닝 が採用されている。しかし元来の英語 cunning は「狡猾な」または「巧妙な」という意味である。朝鮮語の 커닝 に相当するものは英語圏では 「cheating」 と呼ぶ。しかし cheating は朝鮮語の 커닝 以外にもっと広い意味をカバーしている。
스텐（）
스댕（）
스테인리스（）（英: stainless） を略して書いたもので、「스테인리스강（）(-鋼) 」または「스테인리스 스틸（）」が朝鮮語の標準的表現である。

##### 日本語由来のもの
와이셔츠（）
Y셔츠（）
英語圏では単に 「shirts」 や 「dress shirts」 という。日本で「white shirts」 という単語を作ったのち略して「ワイシャツ」と呼んだことに由来する。現在와이셔츠 は標準語となっている。「ワイ」をローマ字「Y」と書くのは誤解に基づく表記である。おそらくはその格好がY字であるために誤解を呼んだものであろうという。
아파트（）
「apartment」 を略した日本語「アパート」をそのまま書いたものである。現在標準語となっている。米国でいう apartment は個人所有・賃貸にかかわらず単に集合住宅を意味するが、韓国語の아파트 は個人所有の部屋である。日本語「アパート」も朝鮮語と意味が異なる。日本で「アパート」は庶民の集合住宅を指し、韓国式の아파트 は日本語の「マンション」に相当する。
미싱（）
英語圏では 「sewing machine」 という。標準語は 재봉틀（裁縫器）である。日本で sewing machine を「ミシン」と呼んだことに由来する。
핸들（）
実は 「handle」 という言葉は英語にもあることはあるが、自動車の操舵機構を意味する場合は 「steering wheel」 という。これはやはり日本語「ハンドル」から来たものである。

#### 英米の用法と異なるもの
英語でないこともないが少なくとも英米の英語ではないといって間違いはないと思われる表現。
핸드폰（）
핸디（）
ドイツ、シンガポール等で広く用いられる表現である。英語圏では 「cellular phone」 または 「cell phone」 や 「mobile phone」 という。cell phone というよく通じない表現より 「hand phone」 の方がよりストンと胃の腑に落ちるという者もいる。文法に神経質な人は「핸드폰」（hand phone）という単語を使うならむしろ「핸디폰」（handy phone）というべきだとするが、これは英語圏では全く用いられていない。

#### 特定の会社の商品名が普通名詞化したもの
스카치테이프（）
接着用セロハンテープを意味するが3M社の商品名「Scotch tape」から来たものである。
호치키스（）
ステープラーを意味するが商品名から来たものである。
봉고（）
草創期の起亜自動車のワンボックスカー、ボンゴ(初期はマツダ・ボンゴの現地生産車)の商標から来ている。
클랙슨（）
1930年代米国の警笛製造会社の商標である。日本語のクラクションと同じものを指す。클랙션(クルレクション)、클락션(クルラクション)という表記方法もあり、また標準語の경적(警笛)も用いられる。アメリカ英語では 「horn」 という。

#### 韓国で生まれた単語
他の英語圏の社会にはない韓国だけの社会現象や事物・行為を表す際、英語の単語や語根を組み合わせて造語した韓国製英単語がある。もとの英単語をそのまま利用することもあり、英語の語根の一部が接辞派生形式となって朝鮮語在来の語と結合することもある。
콩글리시（）
「コングルリシ」という単語自体もコングリッシュの一例である。
오케바리（）
「Okay」 と日本語の「おきまり」が合わさったという説もある一方、「Okay, buddy.」が起源だという説もある。
원룸（）
ワンルーム。主に若者や独身者を対象とする部屋一つ分の住居形式をいう。家族用の複数部屋のある住居は、部屋の数により「ツールーム」「スリールーム」などの表現が不動産業界ではよく使われる。
오피스텔（）
「オフィス＋ホテル」で、仕事用の事務室に寝泊を兼ねた住居形態である。
셀프（）
この語は飲食店等で客が自ら判断して水や料理等を配膳せよという意味に用いられる。
셀카（）
セルフカメラの略語で、自分撮りを意味する。
디카（）
デジタルカメラの略語で英語圏にない略語である。
고시텔（）
「考試＋ホテル」の「テル」が宿泊施設を意味する接尾辞として用いられた。
웹툰（）
「ウェブ＋カートゥーン」。「コミック」（comic）と「カートゥーン」（cartoon）の混同によって作られた単語で、韓国風ウェブコミックを意味する。
포켓볼（）
「ポケット＋ボール」で、ポケットビリヤードを意味する。

### 文法・表現のレベル
朝鮮語文法に慣れきった朝鮮語話者が英語を使う際に犯す文法的な誤りをコングリッシュの範疇に入れることもある。あるいは文化的な差異によってこのような現象が現れることもあるがこれもコングリッシュの範疇に入れることができる。

#### 能動態と受動態の混同
英語の他動詞に対応する朝鮮語の単語が形容詞の場合、能動態と受動態を混同して用いる例が少なくない。朝鮮語には受動態がないためである。
- 「Are you bored?」 というべきところを 「Are you boring?」 という誤用をする等の例がよくある。심심하다 は形容詞で bore は他動詞のためである。

#### 前置詞の誤用
英語の前置詞は朝鮮語の助詞と一対一対応をしないためにこのような誤りを犯す場合が少なくない。また、朝鮮語の自動詞と英語の他動詞を対応させてこのような誤りを犯す場合もある。
- 他動詞である 「marry」 を自動詞である「결혼하다」と同じように考えて「〜와(과) 결혼하다」を 「marry with 〜」と誤用することがある。

#### 文化の違い
時には文化の違いによって、あるいは慣用句やことわざ等の相違が原因で別の意味の表現を使用する場合も少なくない。
- 「ご飯食べた？」と同じように挨拶として 「Have you eaten?」 を使用するならこれは上記の意味でコングリッシュである[10]。

#### yesとno
否定疑問文で尋ねたとき、yes と no を取り違えて答える誤りもある。疑問文の形態を使用せずに平叙疑問文の形態で尋ねたとき、あるいは相手が再確認で No? と尋ねたとき、このような誤りが更に多用されたりする。
- 「Do you mind if I have your cookie please?」[11] と尋ねたとき yes はクッキーをあげるわけにいかないの意味であって no は構わないからクッキーをどうぞの意味である。

## コングリッシュと錯覚しやすいもの

### 英語以外の言語から来たもの
英語以外の言語から来た言葉がコングリッシュと誤って認識される場合がある。
아르바이트（）
알바（）
「仕事する」という意味のドイツ語 「Arbeiten」 という単語から来たが、韓国では時間制で仕事をすることを意味するので英語では 「part-time job」 である。
바캉스（）
休暇を意味するフランス語 「vacances」 からきた。英語では 「holiday」 または 「vacation」 である。
호프집（）
「生ビールを飲む居酒屋」を意味する「ホプ」はドイツ語 「Hof」 から来たが元来の意味は「庭」である（「農場」は元来の意味でなくドイツ語でも2次的な意味）。

### 外来語
これは朝鮮語で正しい表現として使用されるもので、英語とほぼ同じ意味で用いられるが、ネイティブは容易に理解することが困難な単語である。コングリッシュとは主に誤った表現を指す場合が多いので、コングリッシュというよりは「外来語」である。ヨーロッパ圏以外を起源とする単語をコングリッシュといったり、米国式発音よりは英国式発音に従った単語に対してもアメリカ中心的思考をもった人々はコングリッシュと言うこともあるが、これは見識の不足に基づく誤謬である。
텔레비전（）
티비（）
「television」 及びその略語 「TV」 から来たもので v の発音が b と似た発音になり、アクセントが朝鮮語式になって使用される（標準語では티비（）でなく티브이（）が正しい）。